# Вальгалла (Нью-Йорк)
Вальгалла (англ. Valhalla) — переписна місцевість (CDP) в США, в окрузі Вестчестер штату Нью-Йорк. Населення — 3213 особи (2020).

## Географія
Вальгалла розташована за координатами 41°4′40″ пн. ш. 73°46′41″ зх. д. / 41.07778° пн. ш. 73.77806° зх. д. (41.077677, -73.778055).  За даними Бюро перепису населення США в 2010 році переписна місцевість мала площу 2,15 км², уся площа — суходіл.

## Демографія
Згідно з переписом 2010 року, у переписній місцевості мешкали 3162 особи в 1157 домогосподарствах у складі 859 родин. Густота населення становила 1471 особа/км².  Було 1199 помешкань (558/км²).
Расовий склад населення:
| - 86,0 % — білих - 6,3 % — азіатів - 1,3 % — чорних або афроамериканців - 0,1 % — корінних американців - 3,7 % — осіб інших рас |

До двох чи більше рас належало 2,6 %. Частка іспаномовних становила 10,1 % від усіх жителів.
За віковим діапазоном населення розподілялося таким чином: 23,6 % — особи молодші 18 років, 61,0 % — особи у віці 18—64 років, 15,4 % — особи у віці 65 років та старші. Медіана віку мешканця становила 41,5 року. На 100 осіб жіночої статі у переписній місцевості припадало 94,1 чоловіків;  на 100 жінок у віці від 18 років та старших — 92,5 чоловіків також старших 18 років.
Середній дохід на одне домашнє господарство  становив 135 915 доларів США (медіана — 106 413), а середній дохід на одну сім'ю — 150 808 доларів (медіана — 125 417). Медіана доходів становила 77 348 доларів для чоловіків та 83 421 долар для жінок. За межею бідності перебувало 1,6 % осіб, у тому числі 0,0 % дітей у віці до 18 років та 1,6 % осіб у віці 65 років та старших.
Цивільне працевлаштоване населення становило 1858 осіб. Основні галузі зайнятості: освіта, охорона здоров'я та соціальна допомога — 29,0 %, науковці, спеціалісти, менеджери — 9,7 %, роздрібна торгівля — 7,7 %, фінанси, страхування та нерухомість — 7,7 %.